# آلفا رومئو می‌تو
آلفارومئو میتو (Alfa Romeo MiTo) خودرویی است که از سال ۲۰۰۸ تا سال ۲۰۱۹ در تورین، ایتالیا و لا استامپا تولید می‌شد.
این خودرو در کلاس سوپرمینی قرار گرفته، طراحی آن خودروهای موتور جلو-محور جلو بوده طول آن در حالت طبیعی ۴٬۰۶۳ میلیمتر (۱۶۰٫۰ اینچ) و عرض آن در حالت طبیعی ۱٬۷۲۱ میلیمتر (۶۷٫۸ اینچ) و ارتفاع آن در حالت طبیعی ۱٬۴۴۶ میلیمتر (۵۶٫۹ اینچ) است. سیستم جعبه‌دندهٔ آن ۶ دنده به صورت اتوماتیک یا ۵ دنده دستی است.
نامگذاری:
خودرو جدید به‌طور پیش‌فرض به نام "Junior" نامگذاری شد. در نوامبر ۲۰۰۷، یک مسابقه اروپایی راه‌اندازی شد که در آن مردم می‌توانستند ماشین را نامگذاری کنند. برنده از هر کشوری می‌توانست برندهٔ آلفا رومئوی اسپایدر یا یک دوچرخه کوهستانی آلفا رومئو شود. نام برنده "Furiosa" بود، که در ایتالیا، فرانسه، انگلستان و آلمان امتیاز خوبی کسب کرد (اما در اسپانیا امتیازی کسب نکرد).
در سال ۲۰۰۸، آلفا رومئو اعلام کرد که این نام با نام میتو(MiTo)، که ترکیب نام دو شهر میلان و تورین است جایگزین خواهد شد؛ چرا که در ابتدا در میلان طراحی شده بود و اولین بار در تورین تولید شده بود. همچنین این نام یک واژهٔ ایتالیایی "میتو" به معنی "افسانه ای" است.